# César Fernández Ardavín
César Fernández Ardavín (Madrid, 22 de juliol de 1923 - Boadilla del Monte, Madrid, 7 de setembre de 2012) va ser un director de cinema i guionista espanyol. Dirigí 44 pel·lícules entre 1952 i 1979. La seva pel·lícula El Lazarillo de Tormes va guanyar l'Os d'Or al Festival Internacional de Cinema de Berlín de 1960. Fue nebot del també realitzador Eusebio Fernández Ardavín i del dramaturg, periodista i guionista Luis Fernández Ardavín.

## Premis
Medalles del Cercle d'Escriptors Cinematogràfics
| Año  | Categoría       | pel·lícula               |
| ---- | --------------- | ------------------------ |
| 1952 | Premi Jimeno    | La llamada de África     |
| 1954 | Millor director | ¿Crimen imposible?       |
| 1957 | Millor director | ... Y eligió el infierno |
| 1959 | Millor director | El lazarillo de Tormes   |

## Filmografia
| - 1979: Los fantasmas del taller (Porcelanas de hoy) - 1978: Marinas - 1978: Andaduras de Don Quijote (La Mancha IV) - 1978: Arte actual U.S.A. - 1978: Atlántida (El mundo de Manuel de Falla II) - 1978: Cales y cantos (La Mancha III) - 1978: Geografía de La Mancha - 1978: La medalla hoy - 1977: Toque de alba - 1977: La mujer en Goya - 1977: Guía de Santiago de Compostela - 1977: Doña Perfecta - 1976: Airiños - 1976: Las últimas postales de Stephen - 1976: Tierras de vino (Sol en botellas I) | - 1975: No matarás - 1973: El escaparate - 1973: El muestrario - 1973: Objetivo: seguridad - 1971: Los amores de Pío - 1971: Memorias de un pájaro - 1971: Por caminos de Castilla - 1970: Hembra - 1969: La Celestina - 1969: Yantares de España - 1968: El turismo de don Pío - 1968: Lladró: porcelanas de hoy - 1968: Viaje por Aranjuez - 1967: Pasaporte para la paz (Postales de España) - 1967: Tour Espagne | - 1966: San Pablo en el arte - 1966: Saulo de Tarso - 1965: La frontera de Dios - 1965: Cartas de un peregrino - 1965: Quijote ayer y hoy - 1964: Viaje fantástico en globo - 1962: Cerca de las estrellas - 1961: Festival - 1960: Ballet español - 1959: El lazarillo de Tormes - 1957: ... Y eligió el infierno - 1957: La puerta abierta - 1954: ¿Crimen imposible? - 1952: La llamada de África |